# 亚历山大·杜里奇
亚历山大·杜里奇（英文：Aleksander Duric，1970年8月12日—），生于南斯拉夫波斯尼亚和黑塞哥维那社会主义共和国，是波斯尼亚和黑塞哥维那裔新加坡足球运动员，後來以转籍的方式代表新加坡出战国际比赛，效力于新加坡职业足球联赛淡滨尼流浪。

## 早年运动生涯
在从事足球运动前，杜里奇是前南斯拉夫/波黑的一位短距离皮划艇运动员。曾代表波黑队参加了在巴塞罗那举行的1992年夏季奥运会皮划艇C1-500米项目，但以2:07.12的较大劣势排名预赛第一组垫底而遭淘汰，这一成绩也是所有参赛运动员中最差的。当届奥运会，刚刚从南斯拉夫独立出来的波黑代表团仅派出了十人参赛。

## 早期足球生涯
杜里奇在折戟巴塞罗那奥运会后改练了足球，最初在塞黑的一些低级别联赛中效力，1994年之后杜里奇加盟了澳大利亚的州际联赛，先后转战过六支俱乐部，期间还在中国足球甲B联赛的火车头杉杉队踢过球。

## 新加坡联赛
1999年，29岁的杜里奇初登新加坡职业足球联赛，加盟了丹戎巴葛联，联赛中他在16场比赛中射入11球，显出了一名优秀前锋的潜质。2000年，杜里奇转会至内政联队，帮助球队夺得了该年的新加坡杯。2001年，杜里奇转投芽笼联队，帮助球队在2001年重夺联赛冠军。
2005年，杜里奇加盟了新加坡联赛的又一支劲旅新加坡军团队，并迎来了其职业生涯的一个高峰，在他效力球队的五个赛季中帮助球队在联赛中取得四连冠并两度夺得杯赛冠军。杜里奇在2007赛季的新加坡联赛中赢得了多项荣誉并成为年度最佳球员、最佳射手。在新加坡联赛赢得了「进球机器」美名的杜里奇在2008年度蝉联了年度最佳球员，并蝉联了联赛最佳射手。
杜里奇在亚洲俱乐部赛场的首个进球出现在2009年5月19日， 他代表新加坡军团队在与韩国水原三星的比赛中攻入一球。2009年9月，曾报出杜里奇以11万美元加盟印度尼西亚超级联赛球队斯里维加亚一个赛季，一个月后，他告诉媒体由于斯里维加亚足试图修改合约中的细节条款而最终转会告吹。
2010年，杜里奇加盟了新加坡联赛的另一支劲旅淡滨尼流浪，在首个赛季中打入20球并帮助球队取得联赛亚军。

## 新加坡国家队
由于在新加坡联赛中取得了一系列令人注目的成绩，杜里奇于2007年以归化球员的身份加盟了新加坡国家足球队。2007年11月9日，在2010年世界杯亚洲区预选赛中对阵塔吉克斯坦的首回合比赛中，他首度代表新加坡国家队出赛，立即就对球队产生了积极影响，包办了新加坡队的两粒进球，帮助球队2-0获胜。此后，杜里奇继续在亚洲区预选赛中有着出色的表现，在与黎巴嫩的比赛中又攻入一球，帮助球队2-0获胜。
在与巴林国家足球队的一场友谊赛中，由于新加坡队队长英代拉·沙丹·道德与副队长赖昂内尔·刘易斯的缺阵，使得杜里奇首度担当国家队队长一职，成为新加坡足球史上首位非新加坡出生的首发队长。
但在2008年東南亞足球錦標賽中，他在与柬埔寨的小组赛中肋骨受伤而错失了余下的比赛。
在2011年开始的2014年世界杯外围赛预选赛中，41岁高龄的杜里奇亦有上佳表现，在预选赛第二轮中攻入关键进球，帮助球队两回合6-4淘汰死敌马来西亚队。在预选赛20强赛首场比赛对阵中国队中，杜里奇率先为新加坡队攻入一球，但最终球队以1-2客场惜败。

## 国家队统计

### 国家队进球
| #   | 日期           | 场地                 | 对手       | 比分 | 结果 | 比赛               |
| --- | -------------- | -------------------- | ---------- | ---- | ---- | ------------------ |
| 1.  | 2007年11月9日  | 新加坡               |            | 2–0  | 胜   | 2010年世界盃外圍賽 |
| 2.  | 2007年11月9日  | 新加坡               | 塔吉克斯坦 | 2–0  | 胜   | 2010年世界盃外圍賽 |
| 3.  | 2008年1月24日  | 阿曼, 马斯喀特       | 科威特     | 2–0  | 胜   | 友谊赛             |
| 4.  | 2008年3月26日  | 新加坡               | 黎巴嫩     | 2–0  | 胜   | 2010年世界盃外圍賽 |
| 5.  | 2008年6月2日   | 新加坡               |            | 3–7  | 负   | 2010年世界盃外圍賽 |
| 6.  | 2008年11月29日 | 马来西亚, 八打灵再也 | 马来西亚   | 2–2  | 平   | 友谊赛             |
| 7.  | 2009年10月22日 | 越南, 胡志明市       |            | 4–2  | 胜   | 友谊赛             |
| 8.  | 2009年10月22日 | 越南, 胡志明市       | 土库曼斯坦 | 4–2  | 胜   | 友谊赛             |
| 9.  | 2009年10月24日 | 越南, 胡志明市       | 越南       | 2–2  | 平   | 友谊赛             |
| 10. | 2009年12月3日  | 新加坡               | 印度尼西亞 | 3–1  | 胜   | 友谊赛             |
| 11. | 2009年12月3日  | 新加坡               | 印度尼西亞 | 3–1  | 胜   | 友谊赛             |
| 12. | 2009年12月18日 | 泰国, 曼谷           | 泰國       | 1–0  | 胜   | 2011年亞洲盃外圍賽 |
| 13. | 2010年12月2日  | 越南, 河内           |            | 1-2  | 负   | 越南足球协会杯     |
| 14. | 2010年12月2日  | 越南, 河内           | 菲律賓     | 1–1  | 平   | 东南亚足球锦标赛   |
| 15. | 2010年12月5日  | 越南, 河内           | 緬甸       | 2–1  | 胜   | 东南亚足球锦标赛   |
| 16. | 2011年6月7日   | 新加坡               | 馬爾地夫   | 4–0  | 胜   | 友谊赛             |
| 17. | 2011年7月23日  | 新加坡               | 马来西亚   | 5–3  | 胜   | 2014年世界杯外围赛 |
| 18. | 2011年9月2日   | 中国，昆明           | 中國       | 1–2  | 负   | 2014年世界杯外围赛 |
| 19. | 2012年8月15日  | 新加坡               | 香港       | 2－0 | 胜   | 友谊赛             |

## 所获荣誉

### 俱乐部层面

#### 内政联队
- 新加坡杯: 2000

#### 芽笼联队
- 新加坡职业足球联赛: 2001

#### 军团队
- 新加坡职业足球联赛: 2006、2007、2008、2009
- 新加坡杯: 2007、2008

### 个人层面
- 新加坡联赛最受欢迎球员奖: 2007
- 年度最佳球员: 2007、2008
- 新加坡联赛最佳射手: 2007、2008

## 阅读资料
- http://www.sleague.com/Web/main.aspx?ID=,1349ca08-f022-4fad-8342-9fe1c4b478d3&AID=ee45a3f7-3279-486e-8221-3fd02b39da1c&NLT=300（页面存档备份，存于）
- http://www.sleague.com/Web/Main.aspx?ID=,887925d1-1861-49fe-945d-b5b80365ea9e&NLT=300&AID=eb618f9f-4b47-45b4-9008-d020fcec0eeb（页面存档备份，存于）
- http://www.sleague.com/Web/Main.aspx?ID=,68e68380-9e0b-44b2-8a32-d06df7470ca6&NLT=300&AID=59542e54-3457-4612-9a60-607790eb39ad（页面存档备份，存于）
- http://www.national-football-teams.com/v2/player.php?id=25166（页面存档备份，存于）
- Sports-Reference.com profile（页面存档备份，存于）
- http://www.sleague.com/Web/Main.aspx?ID=,68e68380-9e0b-44b2-8a32-d06df7470ca6&AID=f713ba5f-59ad-4f9e-bb13-7c2fbbec49ea&NLT=300（页面存档备份，存于）
- http://www.sleague.com/Web/Main.aspx?ID=,68e68380-9e0b-44b2-8a32-d06df7470ca6&AID=d71a4f77-10ed-4a7d-9c86-e698f6143d82&NLT=300（页面存档备份，存于）